# Apostóli (Héraklion)
Apostóli, en grec moderne : Αποστόλοι est un village du dème de Minóa Pediáda, en Crète, en Grèce. Selon le recensement de 2011, la population d'Apostóli compte 322 habitants. Il est situé à une altitude de 360 m,  à 31 km de Héraklion et à 4 km de Kastélli.